# Paul Fraisse
Paul Fraisse (Saint-Étienne, 20 de març de 1911 - Châtenay-Malabry, 12 d'octubre de 1996) fou un psicòleg francès conegut pels seus treballs sobre la percepció del temps i del ritme. Es va casar amb Renée Du Puy qui va morir el 1938 en donar a llum al seu primer fill, qui també va morir durant l'infantament. Posteriorment es va casar amb Simone Fraisse (1913-2004), professora de la Universitat de París III, especialista en Charles Péguy, i van tenir quatre fills; un d'ells va ser, Geneviève Fraisse, filòsofa i activista dels drets de la dona. Va ser cofundador, juntament amb la seva esposa Simone Fraisse, Emmanuel Mounier, Baboulène, Paul Ricœur i Jean-Marie Domenach, de la comunitat personalista de les Murs Blancs de Chatenay-Malabry després de la guerra.

## Biografia
Fraisse va seguir una formació teològica en el context d'un noviciat jesuïta. L'ambient familiar el marcà profundament i el convertí en un adolescent i jove més seriós i responsable que no li corresponia per la seva edat. A Lió, i durant els anys d'adolescència i de joventut, contacta amb els pares jesuïtes. La influencia d'aquest fet, tant a nivell personal com científic, solament es pot valorar amb una mirada retrospectiva. Per una banda, caldria aprofundir en el compromís i la vinculació de Fraisse amb el moviment personalista d'Emmanuel Mourrier i, per I'altra, en el seu compromís de militant sindicalista cristià i d'ideologia d'esquerres, que el porta a afiliar-se a diversos moviments i partits, com són la Union de la Gauche Sacialiste que I'any 1960 es transforma, juntament amb el Parti Socialiste Autonome (PSA), en el Parti Socialiste Unifié. Cal remarcar que Paul Fraisse va ser membre del comitè de suport a la candidatura de François Mitterrand des de 1974.
En l'àmbit científic, la influència dels pares jesuïtes de Lió es manifesta en I'orientació dels seus estudis: primer, la llicenciatura en Filosofia i, després, el seu doctorat en Psicologia experimental, a Universitat Catòlica de Lovaina, sota la direcció d'Albert Michotte. És I'any 1937 quan torna a França, s'estableix a París i s'incorpora, com a investigador del Centre Nacional de la Recerca Científica (CNRS), al laboratori de Psicofisiologia que dirigia Henri Piéron a Universitat París V Descartes, a qui succeirà en la direcció del laboratori el 1952, canviant-li, però, el nom pel de Psicologia Experimental i Comparada. Allí va defensar la seva tesi doctoral sobre "moviments rítmics voluntaris" el 1945. També fou co-director de la revista «L'Année Psychologique» des de 1947, i director a partir de 1964, després de la mort de Piéron i fins al 1994. Va presidir la Unió Internacional de Psicologia Científica (1966-1969). Fou nomenat Doctor Honoris Causa per la Universitat Autònoma de Barcelona el 17 de juny de 1988 a proposta de la Facultat de Filosofia i Lletres. Fraisse es va jubilar el 1979 però no va parar d'escriure articles i llibres fins al final de la seva vida.

## Investigacions
S'especialitza en la psicologia de la percepció i especialment en la percepció del temps i del ritme. Va ser un dels pioners en la transició des d'una psicologia de la consciència a una psicologia experimental de caràcter objectivista, dins la que cal destacar els seus dissenys experimentals per a l'estudi de la percepció rítmica. Fraisse va continuar els treballs d'Albert Michotte amb l'anàlisi de les formes rítmiques percebudes mitjançant les seves realitzacions motores. Les seves investigacions superen les limitacions metodològiques del mètode introspectiu, sent el pla d'explicació l'establiment de relacions funcionals entre els estímuls i els comportaments dels individus en uns dissenys innovadors. La teoria de Fraisse sobre les activitats rítmiques contempla tres vessants d'anàlisi, l'activitat i percepció, la repetició i el sincronisme, i l'accent i la durada. Això el condueix a criticar la tesi de Jean Piaget que la noció del temps es basa en la velocitat. Argumenta que el judici temporal pot veure's afectat per molts altres paràmetres. Els dos científics van publicar, a partir de 1963, el Tractat sobre Psicologia Experimental en nou volums. Paul Fraisse crea i desenvolupa la noció de "cronopsicologia" en el seu llibre Psychologie du temps (1967).

## Obres
- Fraisse, Paul. Publications universitaires de France. Manuel pratique de psychologie expérimentale, 1956, p. 324. OCLC 797215951.
- Fraisse, Paul. Publications universitaires de Louvain. Les structures rythmiques, 1956. OCLC 301417221.
- Fraisse, Paul. Publications universitaires de France. , 1957, p. 327. OCLC 32772879.
- Fraisse, Paul. Publications universitaires de France. Psychologie du temps, 1967, p. 327. OCLC 897365318.
- Fraisse, Paul. Presses universitaires de France. Traité de psychologie expérimentale, 1963. OCLC 922090958., 9 vol.
- Fraisse, Paul. Presses universitaires de France. Psychologie du rythme, 1974, p. 244. OCLC 641731074.
- Fraisse, Paul. Presses universitaires de France. La psychologie expérimentale, 1979..
- Fraisse, Paul. Presses universitaires de France. Des choses et des mots : La prise d'information, 1992, p. 167. ISBN 2130441149. OCLC 611809242.
- Fraisse, Paul «El tiempo vivido». 1998, pàg. 7-9.